# Satcom C5
O Satcom C5 (também chamado de Aurora 2) foi um satélite de comunicação geoestacionário construído pela GE Astro, ele está localizado na posição orbital de 139 graus de longitude oeste e era operado pelas empresas Alascom e RCA Americom (posteriormente renomeada para GE Americom). O satélite foi baseado na plataforma AS-3000 e sua vida útil estimada era de 12 anos. O mesmo saiu de serviço em março de 2001 e foi enviado para uma órbita cemitério.

## História
O Aurora 2, um satélite de telecomunicações de propriedade do Alasca. Ele forneceu telefone, televisão, rádio e serviço de comunicações de emergência para o portador do estado do norte de longa distância, o satélite fornecia serviços de rádio e de dados para GE Americom, bem como para Alascom. O satélite levava 32 transponders de banda C (24 primário e 6 redundante) que operavam em 6/4 GHz. Dezesseis dos 24 canais servia clientes do Alasca, 8 servia aos negócios dos EUA. Construído pela GE Astro-Space para a Alascom, O Aurora 2 tinha forma de uma caixa e, media 1 por 1,64 por 1,4 m. Dois painéis solares de três painéis, num total de 13 metros quadrados, prorrogado a partir de um au outro lado do corpo principal. A dupla polarização da antena refletora fixa cobria os EUA continental, o Alasca e o Havaí. Ele substituiu o Aurora 1, aposentado depois de 9 anos de serviço. Estacionado a 139 graus de longitude oeste, o Aurora 2 entrou em operação em julho. Ele tinha uma expectativa de vida útil de 12 anos.
O Satcom C5  ficou fora de serviço em março de 2001 e foi transferido para uma órbita cemitério.

## Lançamento
O satélite foi lançado com sucesso ao espaço no dia 29 de maio de 1991, por meio de um veículo Delta-7925, lançado a partir da Estação da Força Aérea de Cabo Canaveral, na Flórida, Estados Unidos. Ele tinha uma massa de lançamento de 1.169 kg.

## Capacidade e cobertura
O Satcom C5 era equipado com 24 (mais 4 de reserva) transponders em banda C cobrindo o território continental dos Estados Unidos, Alasca e Havaí.